# باساج

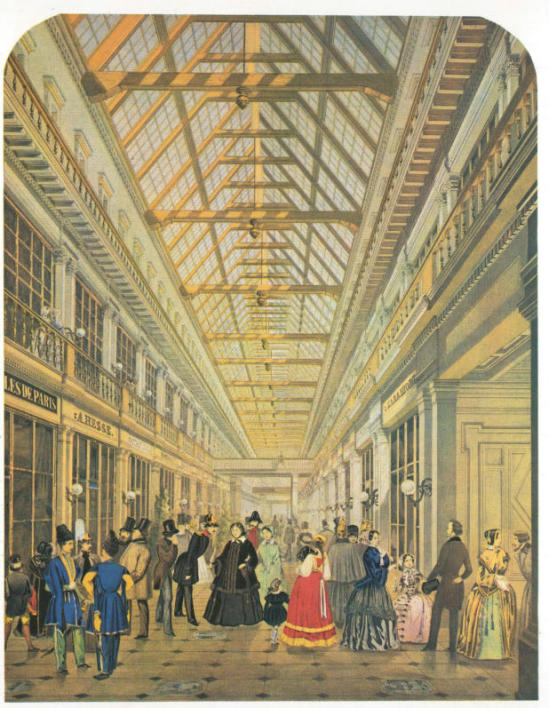
من داخل الباساج في منتصف القرن التاسع عشر.

ذا باساج (بالروسية: Пассаз)، من الكلمة الروسية ممر، هو متجر فاخر متعدد الأقسام يقع في شارع نيفسكي في سانت بطرسبرغ، روسيا، تأسس عام 1848. لطالما ارتبطت مباني الممر منذ فترة طويلة بصناعة الترفيه وهو موطن لمسرح كوميسارزيفسكايا العريق.